# Baschi (Sänger)

Das Logo von Baschi

Baschi (* 6. September 1986 in Gelterkinden, Kanton Basel-Landschaft; bürgerlich Sebastian Bürgin) ist ein Schweizer Popsänger. Er wurde bekannt durch die erste Staffel der Castingshow MusicStar, die zwischen November 2003 und März 2004 im Programm des Schweizer Fernsehens ausgestrahlt wurde. Obwohl er damals als Sechstplatzierter frühzeitig ausgeschieden war, war er von der Plattenfirma Universal unter Vertrag genommen worden.

## Leben
Im März 2013 trennte sich Baschi von seiner langjährigen Freundin Katy Winter. Seit August 2021 ist Baschi verheiratet mit Alana Netzer, der Tochter von Günter Netzer.
Seit 2013 betreibt Baschi, zusammen mit seinem langjährigen Gitarristen Philippe Merk, das Tonstudio Rebel-Inc. in Basel.

## Karriere

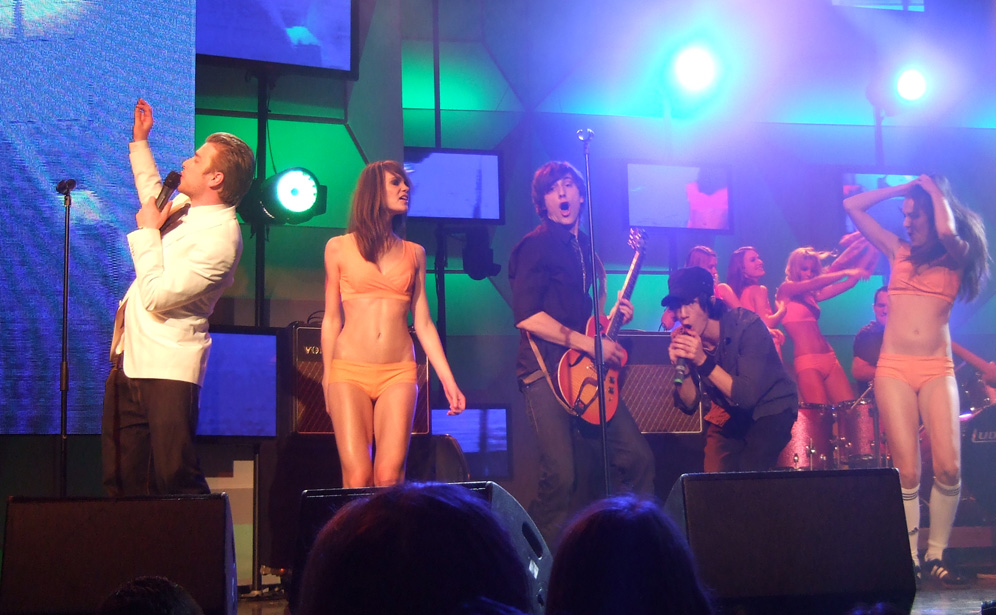
Mario Lang und Baschi (ganz links) bei der Verleihung des Amadeus Austrian Music Award in der Halle des Gasometer B in Wien

Seine erste Single Diis Lied startete etwas unglücklich in die Charts: Da ex libris die Single für 3.90 CHF verkaufte – 10 Rappen zu wenig, um die Aufnahmekriterien für die Schweizer Charts zu erfüllen – stieg Diis Lied mit den übrigen Verkäufen nur auf Rang 29 ein. Mit den verkauften Singles von ex libris hätte Diis Lied Platz 3 erreicht. Die folgenden Singles waren wesentlich erfolgreicher. Sein erstes Album Baschi hat wie das zweite Irgendwie Held Gold-Status erreicht. Das dritte Album Fürs Volk erlangte Platin-Status.
Baschi war 2006 Teilnehmer der Doku-Soap Der Match des Schweizer Fernsehens, in der achtzehn prominente Schweizer unter der Anleitung eines professionellen Trainerteams ein einwöchiges Fussball-Trainingslager absolvierten. Er steuerte mit Bring en hei den Titelsong zur Sendung bei. Das von Roman Camenzind, Baschi und Hank Merk geschriebene Lied weist aufgrund des einfachen Refrains Ähnlichkeiten mit Three Lions von The Lightning Seeds auf und beschreibt die Leidenschaft eines Fans zum Fussball. Der Song ging auf Platz 1 der Schweizer Single-Hitparade, hat Doppelplatin-Status erreicht und wurde 60'000 Mal verkauft.
Ab 10. April 2007 sendete das Schweizer Fernsehen die Doku-Soap Baschi National. Sie sollte aufzeigen, was es alles braucht, um den Musiker-Traum zu leben, indem Szenen aus seinem privaten und beruflichen Alltag eingefangen wurden. Parallel dazu wurde die Single Wenn das Gott wüsst veröffentlicht, deren Text sogleich zu heftigen Kontroversen führte. Mit Platz 3 von Wenn das Gott wüsst in der Schweizer Hitparade ist Baschi der einzige Mundartkünstler der je drei Top-3-Hits landen konnte. Die Single Fürs Volk wurde nur digital veröffentlicht, stieg am 20. Mai 2007 in die Schweizer Single-Hitparade ein (Höchstposition 18). Das Album Fürs Volk stieg am 3. Juni 2007 auf Platz 1 der Schweizer Hitparade ein. Baschi arbeitete bisher bei allen drei Alben mit dem Schweizer Musikproduzenten Roman Camenzind zusammen.
Der am 2. Mai 2008 als Remix-Version erschienene Song Bring en hei wurde als EM-Song der Schweizer Fussballnationalmannschaft ausgewählt und von dem Österreicher Mario Lang und dem Deutschen Oliver Pocher adaptiert. Am 18. April 2008 trat Baschi mit Lang beim Amadeus Austrian Music Award auf und interpretierte mit ihm eine Mischversion des Songs. Am 2. November 2008 war Baschi in der Sendung Die grössten Schweizer Hits mit seinem Song Bring en hei nach der Qualifikationsrunde in der Kategorie „Jung & Alt“ in der Finalsendung der dritten Staffel. Anfang 2010 kam er mit dem hochdeutsch gesungenen Lied Unsterblich auch in die deutschen Charts. Das Lied gehört zum Soundtrack des Films Zweiohrküken und läuft im Abspann. Sein erstes hochdeutsches Album Auf großer Fahrt war ursprünglich für Juni 2010 geplant. Veröffentlicht wurde aber im September 2010 zunächst nur eine Version in Schweizerdeutsch. Im Dezember 2010 wurde ein weiteres schweizerdeutsches Album Neui Wält veröffentlicht. Im Mai 2011 folgte dann die Ausgabe von Auf großer Fahrt in Hochdeutsch.
2015 veröffentlichte er sein siebtes Studioalbum Zwüsche dir und mir. Die Veröffentlichung erfolgte ohne Singleauskopplung.
Am 7. September 2019 erschien das achte Studioalbum von Baschi 1986. Begleitet wurde die Veröffentlichung mit den Singles Wenn dWält 1986, Magie, Meerjungfrau und LSG.
Das neunte Album Wenn s Läbe drzwüsche chunt erschien am 15. September 2023. Im April 2023 erschien die Leadsingle Applaus und markierte den Start der neuen Ära für Baschi. Weitere Singles wie Müntschi, Ehrlich, So liecht und Spinner folgten bis im Mai 2024.

## Trivia
- 2020 gewann Baschi die erste Staffel von The Masked Singer Switzerland als Murmeltier.[9]
- 2023 war er Teilnehmer der 4. Staffel von Sing meinen Song – Das Schweizer Tauschkonzert.
- Im Animationsfilm Zoomania, der 2016 in die Kinos kam, lieh er dem Chauffeur Manchas die deutsche Stimme.[10]

## Diskografie

### Alben
| Jahr | Titel                                             | Höchstplatzierung, Gesamtwochen, AuszeichnungChartsChartplatzierungen (Jahr, Titel, Platzierungen, Wochen, Auszeichnungen, Anmerkungen) | Anmerkungen                                                           |
| Jahr | Titel                                             | CH | Anmerkungen                                                           |
| ---- | ------------------------------------------------- | --- | --------------------------------------------------------------------- |
| 2004 | Baschi Universal Music Group                      | CH1 Gold · (23 Wo.)CH | Erstveröffentlichung: 10. September 2004 Veröffentlicht als «Baschi». |
| 2005 | Irgendwie Held Universal Music Group              | CH6 Gold · (40 Wo.)CH | Erstveröffentlichung: 18. November 2005                               |
| 2007 | Fürs Volk Universal Music Group                   | CH1 Platin · (56 Wo.)CH | Erstveröffentlichung: 18. Mai 2007                                    |
| 2010 | Auf grosser Fahrt Universal Music Group           | CH2 Gold · (10 Wo.)CH | Erstveröffentlichung: 3. September 2010                               |
| 2010 | Neui Wält Universal Music Group                   | CH1 Platin · (49 Wo.)CH | Erstveröffentlichung: 3. Dezember 2010                                |
| 2013 | Endstation. Glück. Universal Music Group          | CH3 (26 Wo.)CH | Erstveröffentlichung: 17. Mai 2013                                    |
| 2015 | Zwüsche dir und mir Universal Music Group         | CH1 (19 Wo.)CH | Erstveröffentlichung: 28. August 2015                                 |
| 2018 | 1986 Universal Music Group                        | CH2 (22 Wo.)CH | Erstveröffentlichung: 7. September 2018                               |
| 2023 | Wenn s Läbe drzwüsche chunt Universal Music Group | CH1 (13 Wo.)CH | Erstveröffentlichung: 15. September 2023                              |

### EPs / Compilations
- 2021: Mundart Klassiker von Baschi
- 2021: Roadtrip (EP)
- 2021: Liebe für immer
- 2022: Gute Laune

### Singles
| Jahr | Titel                                           | Höchstplatzierung, Gesamtwochen, AuszeichnungChartplatzierungen (Jahr, Titel, Platzierungen, Wochen, Auszeichnungen, Anmerkungen) | Höchstplatzierung, Gesamtwochen, AuszeichnungChartplatzierungen (Jahr, Titel, Platzierungen, Wochen, Auszeichnungen, Anmerkungen) | Anmerkungen |
| Jahr | Titel                                           | CH | DE | Anmerkungen |
| ---- | ----------------------------------------------- | --- | --- | --- |
| 2004 | Diis Lied Baschi                                | CH29 (3 Wo.)CH | — | Erstveröffentlichung: 26. Juni 2004 |
| 2004 | Gib mer ä Chance Baschi                         | CH2 (24 Wo.)CH | — | Erstveröffentlichung: 2. Oktober 2004 |
| 2005 | Irgendwie wunderbar Irgendwie Held              | CH10 (21 Wo.)CH | — | Erstveröffentlichung: 1. Oktober 2005 |
| 2006 | Bring en hei —                                  | CH1 ×2Doppelplatin · (100 Wo.)CH                                                                                                  | — | Erstveröffentlichung: 12. Mai 2006 |
| 2007 | Wenn das Gott wüsst Fürs Volk                   | CH3 Gold · (43 Wo.)CH | — | Erstveröffentlichung: 13. April 2007 |
| 2007 | Fürs Volk                                       | CH18 (15 Wo.)CH | — | Erstveröffentlichung: 18. Mai 2007 |
| 2007 | Wenn du das Lied ghörsch Fürs Volk              | CH21 (18 Wo.)CH | — | Erstveröffentlichung: 26. Februar 2008 |
| 2009 | Stahn uf —                                      | CH1 (26 Wo.)CH | — | mit Bligg, Ritschi, Seven & Stress Erstveröffentlichung: 21. Juni 2009                                                                              |
| 2010 | Unsterblich Auf Grosser Fahrt                   | CH11 (9 Wo.)CH | DE31 (4 Wo.)DE | Erstveröffentlichung: 22. Januar 2010 |
| 2010 | Auf Grosser Fahrt                               | CH24 (11 Wo.)CH | — | Erstveröffentlichung: 3. September 2010 |
| 2010 | Chinder im Chrieg Neui Wält                     | CH24 (4 Wo.)CH | — | Erstveröffentlichung: 3. Dezember 2010 |
| 2010 | Din Wäg Neui Wält                               | CH37 (3 Wo.)CH | — | Erstveröffentlichung: 3. Dezember 2010 |
| 2011 | Kennsch mi no oder liäbsch mi scho…?! Neui Wält | CH35 (16 Wo.)CH | — | Erstveröffentlichung: 3. Dezember 2010 |
| 2012 | Es rägnet Gold Neui Wält                        | CH72 (2 Wo.)CH | — | Erstveröffentlichung: 3. Dezember 2010 |
| 2013 | Gib nit uf Endstation. Glück.                   | CH35 (8 Wo.)CH | — | Erstveröffentlichung: 17. Mai 2013 |
| 2015 | Oh wie schad Zwüsche Dir Und Mir                | CH23 (11 Wo.)CH | — | Erstveröffentlichung: 28. August 2015 |
| 2016 | E Vogel ohni Flügel —                           | CH86 (1 Wo.)CH | — | Erstveröffentlichung: 7. Oktober 2016 |
| 2018 | Wenn dWält 1986 1986                            | CH30 Gold · (1 Wo.)CH | — | Erstveröffentlichung: 7. September 2018 |
| 2018 | LSG 1986                                        | CH55 Platin · (6 Wo.)CH | — | feat. Dabu Fantastic, Büne Huber, Viola Tami, Fabienne Louves, Philippe Merk, Stefan Buck, Midi & Gigi Moto Erstveröffentlichung: 7. September 2018 |

### Weitere Singles
- 2013: Philadelphia
- 2018: Meerjungfrau
- 2018: Magie
- 2022: Live Your Life
- 2022: Walzer in Wien
- 2023: Applaus
- 2023: Ehrlich
- 2024: Spinner

### Gastbeiträge
- 2016: Di ganz Nacht (mit Jizelle)

## Auszeichnungen und Nominierungen

### Auszeichnungen
- 2004: Prix Walo – Kategorie: «Bester Newcomer»[13]
- 2021: Swiss Influencer Awards – Kategorie: «Music»[14]
- 2024: Swiss Music Awards – Kategorie: «Best Male Act»[15]

### Nominierungen
- 2008: Swiss Music Awards – Kategorie: «Best Song National» (für Wenn Gott das wüsst)[16]
- 2008: Swiss Music Awards – Kategorie: «Best Album Pop/Rock National» (für Für’s Volk)[17]
- 2010: Swiss Music Awards – Kategorie: «Best Song National» (für Stahn uf mit Bligg, Ritschi, Seven & Stress)[18]
- 2012: Swiss Music Awards – Kategorie: «Best Album Pop/Rock National» (für Neui Wält)[19]
- 2024: Swiss Music Awards – Kategorie: «Best Male Act»[15]